# Álvaro Galmés de Fuentes
Álvaro Galmés de Fuentes (Madrid, 11 de novembre de 1924 - 5 de febrer de 2003) fou un filòleg, dialectòleg i arabista espanyol.

## Biografia
La seva mare era asturiana de Linares (Ribadesella) i son pare era mallorquí. La seva mare era neboda de Ramón Menéndez Pidal. Començà els estudis de batxillerat a Manacor (Mallorca) i els acabà a Madrid. Alumne d'Emilio García Gómez. La seva tesi doctoral va ser Influencias sintácticas y estilísticas del árabe en la prosa medieval castellana (1954). Després d'un lectorat a Zuric aconseguí la càtedra de Filologia Romànica a la Laguna (Tenerife) el 1957. D'allà es traslladà a Múnic (dirigí l'Instituto Español de Cultura de 1960 a 1964 i va ser docent a la universitat de Múnic) fins que el 1962 s'integrà a la Universitat d'Oviedo, on hi va estar vint-i-quatre anys. Professor convidat a les universitats de Wisconsin (1969) i Princeton (1975-76). El 1987 ocupà la càtedra de Filologia Romànica de la Universitat Complutense de Madrid. Va crear i dirigir la "Colección de Literatura Española Aljamiado-morisca". Va ser acadèmic d'honor de l'Acadèmia de la Llengua Asturiana.

## Obra i trajectòria
Especialista en els estudis àrabs, mossàrabs i romànics. Entre les seves publicacions cal destacar: La vida de un romance en el espacio y el tiempo (1954, El tema de la
Boda estorbada(1953) i La vida de un romance (1954), Las sibilantes en la Romania (1962), Historia de los amores de París y Viena"" (1970), Historia de los amores de París y Viena (1970), El libro de las batallas, narraciones caballerescas aljamiado-moriscas (1975), Romancero asturiano (1976) Epica árabe y épica castellana (1978), o Los moriscos desde su misma orilla, Dichos de los Siete Sabios de Grecia. Sentencias morales en verso (1991). Dirigí el Glosario de voces aljamiado-moriscas (1994), El amor cortés en la lírica árabe y en la lírica provenzal(1996), Ramón Llull y la tradición árabe. Amor divino y amor cortés en el «Llibre d'amic e amat (1999), Romania Arabica. Estudios de literatura comparada árabe y romance (1999-2000), Toponimia: mito e historia (1996).
Estudià la confluència entre l'àrab i el món romànic, amb una preocupació especial pel mossàrab. El mozárabe levantino en los Libros de los Repartimientos de Mallorca y Valencia (1950). Dialectologia mozárabe (1983), Las jarchas mozárabes. Forma y significado (1994).
Sobre la llengua asturiana publicà Un límite lingüístico, sobre la línia divissòria entre /f/ i /j/ a l'orient astur-lleonès, La diptongación en leonés(1954) i Más datos sobre la inflexión metafonética en el Centro-Sur de Asturias. Després amb D. Catalán dirigiren els dos primers toms de Trabajos sobre el dominio lingüístico leonés (1957 y 1960).
Els seus hereus varen fer donació (2011) de la seva biblioteca àrabo-islàmica a la Universitat d'Oviedo.